# NGC 6323
NGC 6323 is een spiraalvormig sterrenstelsel in het sterrenbeeld Hercules. Het hemelobject werd op 12 juli 1876 ontdekt door de Franse astronoom Édouard Jean-Marie Stephan.

## Synoniemen
- UGC 10764
- MCG 7-35-48
- ZWG 225.71
- PGC 59868